# Regelia megacephala
Regelia megacephala är en myrtenväxtart som beskrevs av Charles Austin Gardner. Regelia megacephala ingår i släktet Regelia och familjen myrtenväxter. Inga underarter finns listade i Catalogue of Life.